# Ceratozetes psammophilus
Ceratozetes psammophilus är en kvalsterart som beskrevs av Horak 2000. Ceratozetes psammophilus ingår i släktet Ceratozetes och familjen Ceratozetidae. Inga underarter finns listade i Catalogue of Life.